# レンミンカイネン組曲
『レンミンカイネン組曲』（レンミンカイネンくみきょく、フィン語：Lemminkäissarjaan）または『四つの伝説曲』（フィン語：Neljä legendaa）作品22は、ジャン・シベリウスの交響組曲もしくは連作交響詩。フィンランドの民族叙事詩『カレワラ』に基づいた作品で、1890年代を通じて推敲と改作が繰り返され、約半世紀を経た1950年代にようやく現行版に落ち着いた。なお、4曲まとめての呼称はあくまで便宜的なものであり、出版は各曲別個に行われた。
4曲まとめて演奏されることもあるが、先に出版されていた2曲、ことに「トゥオネラの白鳥」が単独で演奏されることが最も多い。「レンミンカイネンの帰郷」がこれに次いでよく演奏される。

## 作曲の経緯
シベリウスはベルリン留学中の1890年にリヒャルト・ワーグナーのオペラ『タンホイザー』や楽劇『ニュルンベルクのマイスタージンガー』に接して感銘を受けた。1892年に声楽を含む大規模な交響曲『クレルヴォ』を発表したのに続き、国民的叙事詩『カレワラ』に基づく作品の構想を練っていた。この頃フィンランドの文学協会主催のオペラ・コンクールが行われており、オペラ作曲への意欲が高まった。
こうして彼は、国民主義的な神話オペラ『船造り』の構想に取り掛かった。1893年の夏に、作家ユアンナ・エルッコと共同で台本製作に取りかかり、プロローグのスケッチを書いている。その後、ワーグナーのオペラをさらに研究すべく、バイロイト、ミュンヘンへ旅行し、スコアを研究した。だが、研究するにつれ、その大仰で執拗な表現方法に違和感を持ち始めた。ミュンヘンから妻アイノに宛てた手紙の中ですでに、オペラよりもリストが取り組んでいる交響詩の方が自分には向いている、と書いている。1894年に製作途中の台本をフィンランドの劇場支配人カールロ・ベルイボムに見せるが、その評は否定的なものであった。自分の音楽の指向性、台本への否定的な評からオペラへの情熱は急速に冷えていった。
やがてオペラ『船造り』の作曲を断念すると、その序曲を「トゥオネラの白鳥」に改作し、これを軸として、4つの交響詩からなる新たな管弦楽組曲の作曲に取り組んだ。これが結実したのが本作である。1895年から1896年にかけて「レンミンカイネンと島の乙女たち」と「トゥオネラのレンミンカイネン」、「レンミンカイネンの帰郷」の3曲が追加され、1897年に最初の全面的な改訂が行われた。
「トゥオネラの白鳥」と「レンミンカイネンの帰郷」は1900年に、出版に向けて新たに改訂されたが、このとき放置された「レンミンカイネンと島の乙女たち」と「トゥオネラのレンミンカイネン」の2曲は、作曲者の晩年である1939年になるまで改訂されず、しかも1954年になるまで出版されなかった。

### 初版
1896年4月13日に作曲者自身の指揮により、ヘルシンキ・フィルハーモニー協会により初演された。その時は以下の構成が採られた。
1. レンミンカイネンと島の乙女たち（Lemminkäinen ja Saaren neidot）
2. トゥオネラのレンミンカイネン（Lemminkäinen Tuonelassa）
3. トゥオネラの白鳥（Tuonelan joutsen）
4. レンミンカイネンの帰郷（Lemminkäisen kotiinpaluu）

第1曲が細部において現行版と異なっているほか、終曲の長さが現在の倍近くもあった。このため、全曲を通じて1時間弱の長さがあったらしい。

### 1897年版
1897年11月1日にヘルシンキ・フィルハーモニー協会により初演され、やはり聴衆から熱狂的な支持が得られた半面、評論家からは消極的な評価が下された。曲順はまだ入れ替わっていないが、終曲が大幅に改作され、そのコーダも部分的に変更された。

### 1900年版
翌1901年の出版に向けて、後半2曲が最終的に改訂された。前半2曲が手付かずのままにされたのは、シベリウス夫人アイノの意見によると、ロベルト・カヤヌスの反応が好ましくなかったためだという。

### 1954年版
1900年の改訂から外された前半2曲が、1939年にようやく改訂された後、1954年に全曲出版として、初めて刊行された。この際に、中間の2曲の順序が以下のように入れ換えられ、現行のかたちに落ち着いた（シベリウス自身は、すでに1947年にはその意図を持っており、しかも自筆譜には「トゥオネラのレンミンカイネン」と「レンミンカイネンの帰郷」を連続して演奏するよう「アタッカ」の指示を記入しているという）。したがって、これが最終決定版であるといえる。ただし、当初の経緯からも察せられるように、交響曲のように全曲まとめて演奏することは必ずしも要求されておらず、演奏の順序については、慣習的に指揮者や演奏者の解釈や任意の裁量に委ねられている。
1. レンミンカイネンと島の乙女たち
2. トゥオネラの白鳥
3. トゥオネラのレンミンカイネン
4. レンミンカイネンの帰郷

曲順の変更についてはトゥオネラの白鳥も参照。

## 各曲について

### 第1曲：レンミンカイネンと島の乙女たち
- 楽器編成：フルート2（うち1本はピッコロ持ち替え）、オーボエ2、クラリネット2、ファゴット2、ホルン4、トランペット3、トロンボーン3、ティンパニ、大太鼓、トライアングル、シンバル、弦5-8部
- 演奏時間：16～18分
- 物語：『カレワラ』第11章に基づいている。レンミンカイネンは、島に住む名家の娘キュッリッキを見初め、求婚したいと思っていた。馬ぞりの名手であったレンミンカイネンが島に行って馬ぞりを走らすと、たちまち島の娘達の人気者になり、彼は島中の娘達と関係を持った。しかし「島の花」と謳われるキュッリッキだけは見向きもしなかった。ある夕方、キュッリッキが牧草地で娘達と踊っているところにレンミンカイネンはそりで突入し、キュッリッキをさらった。抵抗するキュッリッキをレンミンカイネンがなだめ、必死に口説くと、やがて彼女は妻となることを受け容れた。その時、お互いに一つずつ条件を出し合った。レンミンカイネンは戦いに出ないこと、キュッリッキは踊りの輪に加わらないこと。この条件を互いに了承し、レンミンカイネンはキュッリッキを母親の元に連れて行った。母親は喜びの歌を歌った。

### 第2曲：トゥオネラの白鳥
詳細はトゥオネラの白鳥を参照。
- 楽器編成：オーボエ、イングリッシュ・ホルン、バス・クラリネット、ファゴット2、ホルン4、トロンボーン3、ティンパニ、大太鼓、ハープ、弦楽合奏（最大13部まで分割）
- 物語：『カレワラ』第14章に基づいている。11章から14章に話が跳んでいるが、その間のあらましは次のとおりである。踊り好きの妻キュッリッキは、夫との約束を破って娘達の踊りの輪に加わってしまった。レンミンカイネンは激怒し、新しい妻を見つけに北国ポホヨラへ向かった（第12章）。ポホヨラの老婆から娘をやる条件にと、3つの課題が出された。ヒーシ（妖かしの森）の大鹿を捕らえること、ヒーシの火のような口をした雄馬に轡をはめること、トゥオネラ川の白鳥を一矢で射ること。レンミンカイネンは大鹿を捕らえ、雄馬に轡をはめた。そして白鳥を射るためトゥオネラ川へ向かった。（第13-14章前半）トゥオネラ川とは、冥界との境を流れる川で、音楽は、その川に浮かぶ幻想的な白鳥の姿を描いている。

### 第3曲：トゥオネラのレンミンカイネン
- 楽器編成：フルート2、オーボエ、イングリッシュ・ホルン、クラリネット、バス・クラリネット、ファゴット2、ホルン4、トランペット3、トロンボーン3、小太鼓、大太鼓、トライアングル、シンバル、弦5-10部
- 演奏時間：14～16分
- 物語：『カレワラ』第14章に基づいている。トゥオネラの白鳥を射ようとトゥオネラ川に向かったレンミンカイネンを、彼を憎む盲目の羊飼い「濡れ帽子」が待ち伏せていた。レンミンカイネンが岸辺に着くと、濡れ帽子は水蛇をつかんでレンミンカイネンに飛びかかり、水蛇はレンミンカイネンの心臓めがけて噛み付いた。レンミンカイネンは死に、川に落ちた。黄泉の国トゥオネラに運ばれたレンミンカイネンは、死の神の息子「血まみれの赤帽子」によって体を5つに切り離されてしまった。

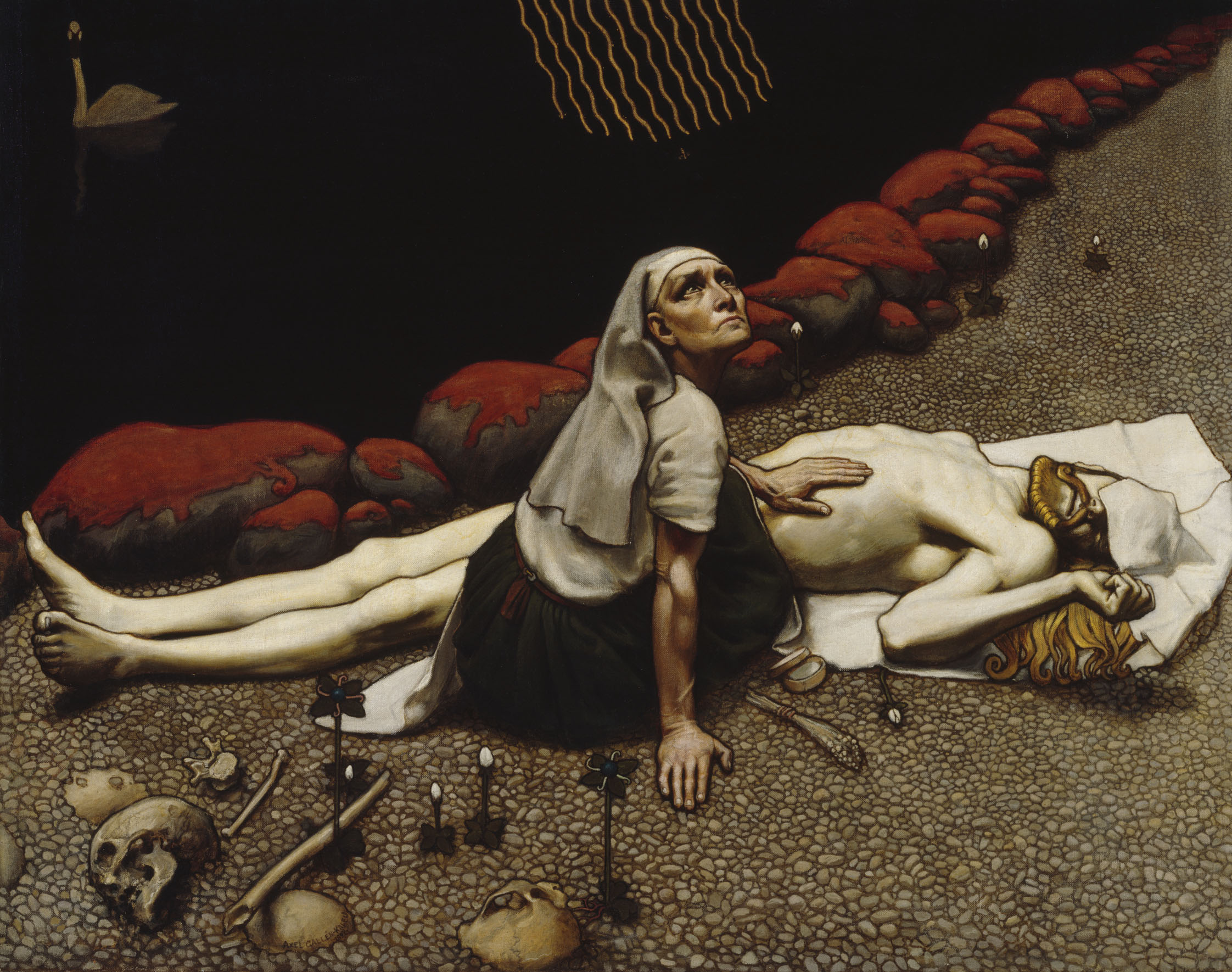
『レンミンカイネンの母』（ガッレン＝カッレラ、1897年）

### 第4曲：レンミンカイネンの帰郷
- 楽器編成：ピッコロ2、オーボエ2、クラリネット2、ファゴット2、ホルン4、トランペット3、トロンボーン3、テューバ、ティンパニ、大太鼓、トライアングル、タンブリン、シンバル、鐘、弦5部
- 演奏時間：6～7分
- 物語：『カレワラ』第15章に基づいている。レンミンカイネンの母と妻キュッリッキが暮らす家の柱にかけた刷毛が突然血を噴いた。それはレンミンカイネンが、自分が死んだらここから血が流れる、と言って柱に掛けていったものであった。母親はポホヨラの老婆から、息子がトゥオネラの白鳥狩りに出かけたことを聞き出すと、トゥオネラ川に向かった。しかし途中で太陽から、息子は殺されて死者の国に運ばれたと聞かされる。母親は鍛冶屋に大きな熊手を作ってもらい、トゥオネラ川からバラバラになった息子の死体を掻き集めた。神に祈りながら体を並べ直し、ミツバチに頼んで手に入れた創造神の膏薬を塗ると、息子は息を吹き返した。レンミンカイネンは、それでもポホヨラの娘を得ようとするが、母親に諭され、故郷へと向かう。音楽は、この物語の最後の部分、蘇生後の帰郷を描いている。

## 参考資料・外部リンク
- Lemminkäinen Suite (COMPLETE SIBELIUS #45) [BIS-1015] の英文解説
- Lemminkäinen（フィン語）
- 作曲別名曲解説ライブラリー18 北欧の巨匠（1994年、音楽之友社）ISBN 4-276-01058-6
- 森本覚丹訳 フィンランド国民的叙事詩 カレワラ（1983年、講談社学術文庫）ISBN 4-06-158612-2（上）、ISBN 4-06-158613-0（下）
- レンミンカイネン組曲の楽譜 - 国際楽譜ライブラリープロジェクト